# Rio Tijuípe
O rio Tijuípe é um curso de água que banha o estado da Bahia. Sua foz fica na praia do Pompilho, à Vila de Serra Grande, em Uruçuca. Sua bacia hidrográfica está protegida tanto pela Área de Proteção Ambiental Costa de Itacaré - Serra Grande quanto pelo Parque Estadual da Serra do Conduru e os rios Tijuipinho e Pancadinha são os principais tributários.